# بلانش لازيل
بلانش لازيل، (10 أكتوبر 1878-1 يونيو 1956)، رسامة ومصممة أمريكية. اشتهرت بشكل خاص برسوماتها الخشبية ذات الخطوط البيضاء، وكانت فنانة أمريكية حداثية مبكرة، إذ جلبت العناصر التكعيبية والتجريدية إلى فنها.
ولدت لازيل في مجتمع زراعي صغير في ولاية فرجينيا الغربية، وسافرت إلى أوروبا مرتين ودرست في باريس مع الفنانين الفرنسيين ألبرت جليز وفرناند ليجر وأندريه لوت. عام 1915، بدأت قضاء الصيف في مجتمع كيب كود الفني في بروفينستاون، ماساتشوستس، واستقرت هناك بشكل دائم في النهاية.

## سيرة شخصية

### النشأة والتعليم
ولدت بلانش لازيل في مزرعة بالقرب من ميدسفيل، فيرجينيا الغربية، لماري برودنس بوب وكورنيليوس كارهارت لازيل. كان والدها سليلًا مباشرًا للقس توماس وهانا لازل، الرواد الذين استقروا في مقاطعة مونونجاليا بعد الحرب الثورية الأمريكية. هي التاسعة من بين عشرة أطفال. نشأت في مزرعة عائلية تبلغ مساحتها 200 فدان (0.81 كيلومتر مربع)، حيث حضرت مدرسة من غرفة واحدة في مكان الإقامة جرى فيها تعليم الطلاب من الصف الأول حتى الثامن من أكتوبر حتى فبراير. ماتت والدتها وهي في الثانية عشرة من عمرها.
عندما كانت في الخامسة عشرة من عمرها، التحقت بمدرسة وست فرجينيا (الآن كلية وست فيرجينيا ويسليان) في بوكانون. ربما في وقت ما قبل دخولها المدرسة الدينية أصيبت بالصمم جزئيًا، على الرغم من أن الأصل الدقيق لحالتها غير واضح.
في عام 1899، التحقت لازيل بمعهد ساوث كارولينا المختلط. بعد التخرج في وقت لاحق من ذلك العام، أصبحت معلمة في مدرسة ريد أوكس في رامزي، ساوث كارولينا. في ربيع عام 1900، عادت إلى ميدسفيل، حيث درست أختها الصغرى، بيسي.
التحقت لازيل بجامعة وست فرجينيا في عام 1901 وقررت دراسة الفنون الجميلة. بينما كان والدها يدفع مصاريف تعليمها، احتفظت بالمال لنفقاتها وأخذت وظيفة تلوين الصور في فرايدز، وهو استوديو في مورغانتاون. أخذت دروس الرسم وتاريخ الفن من ويليام جيه ليونارد ودرست مع إيفا إي هوبارد. في يونيو 1905 تخرجت لازيل وحصلت على شهادتها في الفنون الجميلة. واصلت الدراسة بشكل متقطع حتى عام 1909، حيث عززت دراساتها الفنية واستبدلت مرتين كمدرسة رسم. خلال هذا الوقت تعلمت الخزف والنقش على الذهب وزخرفة الخزف.
التحقت باتحاد طلاب الفنون في نيويورك عام 1908 إذ درست تحت إشراف الرسامين كينيون كوكس وويليام ميريت تشيس. حضرت جورجيا أوكيف الدوري خلال نفس الفترة، ولكن ليس من الواضح ما إذا كان الاثنان قد حضرا الفصول معًا. في عام 1908، توفي والد لازيل وغادرت رابطة طلاب الفنون.

### العودة إلى أوروبا
عادت إلى أوروبا في عام 1923 مع تاناهيل وكاشي، وقامت بجولة في إيطاليا وقضت شهرين في كاسيس قبل أن تستقر في باريس في أواخر ذلك الصيف. أقنعتها صديقتها فلورا شوينفيلد بصبغ شعرها باللون الأحمر على غرار العديد من النساء. أثناء وجودها في باريس درست التكعيبية والتجريد الهندسي جنبًا إلى جنب مع فرناند ليجر وأندريه لوت وألبرت جليز.

### السنوات اللاحقة
كبرت لازيل بالقرب من ابنة أختها، فرانسيس ريد، التي كانت بالنسبة لها مرشدة ونموذج يحتذى به. لمدة ست سنوات عملت في لجنة الاختيار للمعرض السنوي الحديث. بعد عودتها إلى بروفينستاون في عام 1926، هدمت لازيل الاستوديو الخاص بها وبنت مبنى جديدًا، حيث كان منزل الأسماك شديد البرودة خلال الشتاء. تأثرت بشكل خاص بجليز وأنتجت سلسلة من اللوحات التجريدية التكعيبية الاصطناعية.